# Tyrrell DG016
O DG016 é o modelo utilizado da Tyrrell na temporada completa de 1987 de Fórmula 1. Jonathan Palmer e Philippe Streiff conduziram o modelo. http://b.f1-facts.com/ul/a/4212 (Australia 1987)

## Resultados[1]
(legenda) 
| Ano  | Chassi | Motor                | N° | Pilotos          | 1   | 2   | 3   | 4   | 5   | 6   | 7   | 8   | 9   | 10  | 11  | 12  | 13  | 14  | 15  | 16  | Pontos | Posição |  |
| ---- | ------ | -------------------- | -- | ---------------- | --- | --- | --- | --- | --- | --- | --- | --- | --- | --- | --- | --- | --- | --- | --- | --- | ------ | ------- |  |
|      |        |                      |    |                  |     |     |     |     |     |     |     |     |     |     |     |     |     |     |     |     |        |         |  |
|      |        |                      |    |                  | BRA | SMR | BEL | MON | USE | FRA | GBR | GER | HUN | AUT | ITA | POR | ESP | MEX | JAP | AUS |        |         |  |
| 1987 | DG016  | Ford Cosworth DFZ V8 | 3  | Jonathan Palmer  | 10  | Ret | Ret | 5   | 11  | 7   | 8   | 5   | 7   | 14  | 14  | 10  | Ret | 7   | 8   | 4   | 11     | 6°      |  |
| 1987 | DG016  | Ford Cosworth DFZ V8 | 4  | Philippe Streiff | 11  | 8   | 9   | Ret | Ret | 6   | Ret | 4   | 9   | Ret | 12  | 12  | 7   | 8   | 12  | Ret | 11     | 6°      |  |